# 유태훈 (1908년)
유태훈(劉泰勳, 일본식 이름: 楡泰明, 1908년 ~ ?)은 일제강점기와 대한민국의 관료이다.

## 생애
일제 강점기에 일본에 유학하여 홋카이도 대학 수산전문부를 졸업하였다. 고등문관시험 행정과에 합격하여 조선총독부 관리가 되면서 관계에 입문했다.
1930년대 중반부터 함경남도 산업기수로 단천군, 북청군, 이원군, 홍원군 등에서 근무하였다. 함경남도 경찰부 경부를 지내고 함남 순사교습소에서 근무하는 등 경찰 간부를 거쳤다.
일제 강점기 말기인 1940년대에는 강원도 통천군과 횡성군 군수로 발령받아 차례로 재직했다. 횡성군수를 맡고 있던 1943년을 기준으로 정7위에 서위되어 있었다.
미군정에 발탁되어, 군정청 수산국 시설과장에 임명되는 등 태평양 전쟁 종전 후에도 계속 공무원으로 근무했다.
2008년 민족문제연구소가 발표한 친일인명사전 수록예정자 명단 중 관료 부문에 포함되었다.

## 참고자료
- 유태훈(劉泰勳) - 국사편찬위원회